# Herbert Schalthoff
Herbert Schalthoff (* 15. Dezember 1953 in Rhede) ist ein deutscher Journalist und Moderator. Er war langjähriger Politikchef und Talkmaster beim regionalen Hamburger Fernsehsender Hamburg 1.

## Leben

### Herkunft und Ausbildung
Als Sohn eines Beamten des Arbeitsamts und einer Hausfrau wuchs Herbert Schalthoff im Münsterland auf und absolvierte nach dem mittleren Schulabschluss eine Ausbildung zum Sozialversicherungsfachangestellten bei der AOK. Danach leistete er bei einer Münsteraner Jugendbildungsstätte seinen Zivildienst. Im Anschluss holte er sein Abitur nach und studierte an der Westfälischen Wilhelms-Universität Münster Sozialpädagogik und Soziologie.

### Politische Tätigkeit
Laut Eigenangaben wurde Schalthoff Ende der 70er-Jahre durch die Anti-Atomkraft-Bewegung politisiert. Daraufhin wurde er Mitglied der Grünen. Nach seinem Umzug nach Hamburg im Jahr 1980 wurde er 1982 beim Einzug der Grün-Alternativen Liste (GAL) in die Hamburgische Bürgerschaft deren Fraktionsgeschäftsführer und Sprecher. Später trat er nach eigenen Angaben aus der Partei aus, um seine politische Neutralität als Journalist zu dokumentieren.

### Werdegang als Journalist
1987 wechselte Schalthoff zum privaten Hamburger Radiosender OK Radio, für welchen er die Rathausberichterstattung übernahm. Sein damaliges Sendeformat trug den Titel Schlag 6.
Zum 1. April 1994 startete er seine TV-Karriere beim damals neu gegründeten privaten Lokalsender Hamburg 1. Zunächst entwickelte er dort das Programm. Ab August 1995 moderierte er schließlich seine erste Fernsehsendung Schalthoff live. Bis zu seinem Ruhestand im Mai 2019 führte Schalthoff durch insgesamt rund 1200 Sendungen dieses Formats, welches er zugleich redaktionell leitete. Später moderierte er zusätzlich das TV-Format nachgefragt bei Hamburg 1, in dem er Gäste zu politischen sowie zu Wirtschafts-  oder Sozialthemen befragte.
Neben seiner Tätigkeit als Fernsehjournalist verfasste Schalthoff Artikel für das Hamburger Abendblatt, Die Welt sowie für Welt am Sonntag. Zudem war er vereinzelt als Moderator von Veranstaltungen tätig und engagierte sich ehrenamtlich im Vorstand der Landespressekonferenz Hamburg.
Ende Mai 2019 trat Herbert Schalthoff als Mitarbeiter von Hamburg 1 offiziell in den Ruhestand. Gleichzeitig wurde bekannt, dass er voraussichtlich ab August 2019 sein Format Schalthoff Live freiberuflich fortführt.
Schalthoff gilt in Hamburg als einer der am besten vernetzten politischen Journalisten und als versierter Interviewer.

### Privates
Schalthoff ist seit 1992 mit einer berufstätigen Pädagogin verheiratet und hat zwei Töchter. Über viele Jahre wohnte er in Hamburg-Blankenese, ehe er 2017 nach Alt-Osdorf im Bezirk Altona zog.